# أوقفوا كراهية الآسيويين
أوقفوا كراهية الآسيويين، شعار وعنوان لسلسلة من المظاهرات والاحتجاجات والتجمعات ضد العنف الذي يستهدف الآسيويين والأمريكيين الآسيويين وغيرهم من أصل آسيوي. أعلنوا احتجاجهم في جميع أنحاء الولايات المتحدة في عام 2021 ردًا على التمييز العنصري ضد الأمريكيين الآسيويين فيما يتعلق بجائحة كوفيد-19.
وقعت العديد من التجمعات في أعقاب إطلاق نار جماعي حدث في ثلاثة منتجعات صحية في أتلانتا قُتل فيها ثمانية أشخاص، ستة منهم من نساء من أصل آسيوي. اكتسبت الحركة زخمًا بعد مقتل فيشا راتاناباكدي.

## خلفية
أدت جائحة كوفيد-19 التي أُبلغ عنها لأول مرة في مدينة ووهان بمقاطعة هوبي الصينية، إلى زيادة ملحوظة في العنصرية ضد الآسيويين والأمريكيين الآسيويين. لوحظت زيادة في الجرائم ضد الآسيويين منذ عام 2019، وفقًا لمركز دراسة الكراهية والتطرف بجامعة ولاية كاليفورنيا في سان برناردينو وحركة وقف كراهية الأمريكيين الآسيويين وقاطني جزر المحيط الهادئ. أفاد مركز دراسة الكراهية والتطرف أن جرائم الكراهية ضد الآسيويين زادت بنسبة 150% في عام 2020، وتلقت منظمة وقف كراهية الأمريكيين الآسيويين وقاطني جزر المحيط الهادئ 3795 تقريرًا عن حوادث تمييزية في السنة الأولى من انتشار الوباء. وجد بحث من مركز دراسة الكراهية والتطرف أن جرائم الكراهية ضد الآسيويين ارتفعت بنسبة 339% في عام 2021، مقارنة بعام 2020، بينما أبلغت الشرطة في سان فرانسيسكو عن زيادة بنسبة 567% في جرائم الكراهية ضد الآسيويين في ذلك العام.
وجدت دراسة أجرتها مؤسسة بيو للأبحاث أن 58% من الأمريكيين الآسيويين يعتقدون أن الآراء العنصرية قد زادت تجاههم أثناء الجائحة. أفاد 45% من البالغين الأمريكيين الآسيويين إنهم تعرضوا لواحد على الأقل من خمس حوادث هجومية محددة منذ بداية جائحة كوفيد-19.
وجدت دراسة أجرتها كلية الآداب والعلوم بجامعة نيويورك أنه لم تكن هناك زيادة عامة في المشاعر المعادية للآسيويين بين السكان الأمريكيين، واقترحت الدراسة أن «الأشخاص المتضررين بالفعل» قد شعروا بان الجائحة سمحت لهم بالتصرف علانية بشأن تحيزاتهم.
وقع إطلاق نار جماعي في ثلاثة منتجعات صحية في منطقة أتلانتا الحضرية في 16 مارس 2021. لم يُتهم مطلق النار بارتكاب جريمة كراهية، إلا أن عددًا كبيرًا من المعلقين وصفوها على هذا النحو، فمن بين القتلى الثمانية، كانت ست نساء من أصل آسيوي، ووقع إطلاق النار أيضًا في شركات ذات نسبة عالية من الموظفين من أصل آسيوي. صرح مطلق النار- وفقًا للشرطة- أنه ارتكب تلك الجرائم بسبب التعارض بين إدمانه للجنس ومعتقداته الدينية.

## قائمة التجمعات

### الولايات المتحدة

#### ألاباما
- أثينا: تجمع العشرات في حديقة لينكولن بريدجفورث في مسيرة يوم 28 مارس 2021.[15]
- برمنغهام: حضر أكثر من مائة شخص وقفة احتجاجية على ضوء الشموع في لين بارك في 21 مارس 2021.[16]

#### أريزونا
- تشاندلر: تجمع أكثر من 200 شخص في وقفة احتجاجية في 21 مارس 2021 في تشاندلر.[17]
- ميسا: نظمت مجموعة كبيرة مسيرة ضد العنف في 27 مارس 2021.[18]

#### أركنساس
- بينتونفيل: حضر العشرات وقفة احتجاجية في 27 مارس 2021.[19]

#### كاليفورنيا
- بيركلي: نظم حوالي 1200 شخص مسيرة في غرب بيركلي في 28 مارس 2021.[20]
- كارلسباد: حضر المئات مسيرة يوم 21 مارس 2021 في كارلسباد.[21]
- دايموند بار: أقيمت مسيرة يوم 21 مارس 2021. قاد رجل سيارته خلال المسيرة بين مجموعة من الأشخاص الذين يعبرون الشارع، وكاد أن يصيبهم، بينما صرخ بسباب عنصرية وعبارة «ارجعوا إلى الصين».[22]
- لوس أنجلوس: نظمت مسيرة تضامن في كورياتاون، في 27 مارس 2021.[23]
- باسيفيكا: سار حوالي 90 شخصًا من مركز مجتمع باسيفيكا إلى شاطئ روكواي في 3 أبريل 2021.[24]
- سكرامنتو: حضر حوالي 100 مسيرة يوم 27 مارس 2021.[25]
- سان دييغو: نُظمت مسيرة في ووترفرونت بارك في 19 مارس 2021. تحدث العديد من الطلاب الشباب هناك.[26]
- سان فرانسيسكو: احتشد أكثر من 1500 شخص في سان فرانسيسكو يوم 27 مارس 2021.[27]
- سان خوسيه: تجمع أكثر من 1000 متظاهر في ساحة مدينة سان خوسيه.[28]
- سان رافائيل: نظم حوالي 200 شخص مسيرة في سان رافائيل سيتي بلازا في 26 مارس 2021.[29]

#### كولورادو
- دينفر: تجمع أكثر من مائة شخص في ليتل سايجون ضمن مسيرة في 20 مارس 2021.[30]

#### كونيتيكت
- نيو هافن: نُظمت مسيرة في 25 مارس 2021 خارج مطعم آسيوي. تحدث المدعي العام لولاية كناتيكت ويليام تونغ في هذا الحدث.[31]
- وست هارتفورد: نُظم احتجاج في 19 مارس 2021، بقيادة الطلاب مع مئات المتظاهرين الذين تجمعوا أمام سيتي هال في ويست هارتفورد.[32]
- ويستبورت: نُظمت مسيرة في ويستبورت في 27 مارس 2021. تحدث عضو مجلس الشيوخ توني هوانج في الحدث.[33]

#### مقاطعة كولومبيا
- واشنطن العاصمة: احتشد المئات في ميدان ماكفرسون في 21 مارس 2021.[34]

#### فلوريدا
- غينزفيل: تجمع حوالي 200 متظاهر في حديقة بو ديدلي في 27 مارس 2021.[35]
- ميامي: نُظم سباق لمسافة 5 كيلومترات في ساوث بيتش تكريمًا لضحايا إطلاق النار في أتلانتا في 26 مارس 2021.[36]
- تالاهاسي: نظم حوالي 100 شخص مسيرة في مبنى الكابيتول بولاية فلوريدا.[37]

#### جورجيا
- أتلانتا: تجمع المئات من المتظاهرين خارج مبنى الكابيتول بولاية جورجيا في أتلانتا في 20 مارس 2021. كانت أتلانتا موقعًا للعديد من عمليات إطلاق النار في المنتجعات الصحية في وقت سابق من الأسبوع.[38]
- دورافيل: نُظمت مسيرة في 28 مارس 2021، في موقف سيارات دورافيل، وهو جزء من طريق بوفورد السريع.[39]

#### هاواي
- هونولولو: نُظمت مسيرة لوقف الكراهية الآسيوية في مبنى الكابيتول بولاية هاواي.[40]

#### أيداهو
- بويسي: أقيمت وقفة احتجاجية في 23 مارس 2021، في النصب التذكاري لآن فرانك لحقوق الإنسان لضحايا حادث إطلاق النار في أتلانتا.[41]

#### آيوا
- مدينة آيوا: نظم أكثر من مائة شخص مسيرة في وسط مدينة آيوا في 28 مارس 2021.[42]

#### كانساس
- أوفرلاند بارك: تجمع العشرات في مسيرة يوم 27 مارس 2021.[43]

#### كنتاكي
- ليكسينغتون: تجمع حوالي 400 شخص في حرم جامعة كنتاكي في 24 مارس 2021 لدعم الأمريكيين الآسيويين.[44]

#### ماين
- بورتلاند: سار حوالي 200 شخص إلى ساحة مدينة بورتلاند في مظاهرة يوم 27 مارس 2021.[45]

#### ماريلاند
- كولومبيا: تظاهر المئات في كولومبيا ليكفرونت في 24 مارس 2021.[46]
- غايثرسبيرغ: عقدت وقفة احتجاجية ومؤتمر صحفي في مركز الثقافة والمجتمع الصيني في 21 مارس.[34]
- سيلفر سبرينغ: نُظمت مسيرة دعم في 26 مارس فس سيلفر سبرينغ.[47]

#### ماساتشوستس
- بوسطن: أقيمت مسيرة في 13 مارس 2021، نظمها الطالب رايان دوان-نغوين في حديقة بوسطن كومون، وشملت مسيرة عبر شوارع الحي الصيني في بوسطن واختتمت لاحقًا في مجلس ولاية ماساتشوستس. حضر المسيرة المئات من الأشخاص.[48]
- بوسطن: نُظمت مسيرة على طول طريق ماراثون بوسطن في 27 مارس 2021. استخدم التجمع المسار الذي شمل مجتمعات متعددة على طول مسار 26.2 ميل بين هوبكينتون وآشلاند وفرامنغهام وناتيك ويليسلي ونيوتن وبروكلين وبوسطن في حديقة بوسطن كومون.[49]
- ورسستر: نظم مسؤولو مجلس المدينة احتفالًا لدعم الجالية الأمريكية الآسيوية.[50]

#### ميشيغان
- ديترويت: تجمع المئات في مسيرتين في ديترويت في 27 مارس 2021.[51]

#### مينيسوتا
- سينت بول: احتشد المئات في مبنى الكابيتول بولاية مينيسوتا في 28 مارس 2021.[52]